# Arboretum van Koekelare
Het Arboretum van Koekelare is een arboretum in de West-Vlaamse gemeente Koekelare.
Dit arboretum werd direct na de Tweede Wereldoorlog aangelegd, omdat het arboretum van Vloethemveld tijdens deze oorlog verloren was gegaan. Het arboretum was vooral bosbouwkundig van belang: men bestudeerde het vermogen van de verschillende boomsoorten om zich aan het Belgische klimaat aan te passen. Er werden ongeveer 140 boomsoorten geplant.
Later werd het arboretum ook van belang voor natuur en recreatie. In 2010 werd het opengesteld voor het publiek en er werd een wandelroute uitgezet.